# 布拉德·芬斯塔德
布拉德利·霍华德·芬斯塔德（英語：Bradley Howard Finstad，1976年5月30日—）是一位美国农民、农业顾问和政治人物，自2022年起代表明尼蘇達州第一國會選區聯邦眾議員，共和黨籍，前明尼苏达州众议院議員。

## 外部連結
- Official website （页面存档备份，存于）
- Campaign website （页面存档备份，存于）

- 美國國會國家人物傳記大辭典中的傳記
- 由華盛頓郵報維護的投票記錄
- 智慧投票计划中的傳記、投票紀錄及利益集團評級
- 聯邦選舉委員會中的競選財務報告和數據
- C-SPAN內的頁面（英文）